# 基爾卡山 (安塔班巴區)
14°32′59″S 72°39′45″W / 14.54972°S 72.66250°W
基爾卡山（Qillqa），是秘魯的山峰，位於該國南部阿普里馬克大區，由安塔班巴省的安塔班巴區負責管轄，屬於萬索山脈的一部分，海拔高度5,000米。